# 1697 în literatură
- 1696 în literatură — 1697 în literatură — 1698 în literatură

Anul 1697 în literatură a implicat o serie de evenimente semnificative. 

## Cărți noi
- Mary Astell - A Serious Proposal to the Ladies Partea a II-a
- Richard Blackmore - King Arthur
- Thomas Burnet - Remarks upon An Essay Concerning Humane Understanding
- William Congreve - The Birth of the Muse
- William Dampier - A New Voyage Round the World
- Daniel Defoe - An Essay Upon Projects
- John Dryden - Alexander's Feast
  - - The Works of Virgil
- John Evelyn - Numismata: A discourse of medals
- Jane Lead - A Fountain of Gardens
- John Locke - A Letter to the Right Reverend Edward Ld Bishop of Worcester
  - - A Second Vindication of the REasonableness of Christianity
- Charles Perrault - Histoires et contes du temps passé
- John Phillips - Augustus Britannicus
- Humphrey Prideaux - The True Nature of Imposture Fully Display'd in the Life of Mahomet
- John Vanbrugh - The Relapse (perf. 1696, pub. 1697)
- John Wilmot, Earl of Rochester - Familiar Letters
- William Wotton - Reflections upon Ancient and Modern Learning

## Decese
Format:1697